# Parc Tor Fiscale
Le Parc Tor Fiscale de Rome est situé entre le 5e et le 6e km de la Via Latina, l'antique voie romaine. Il fait partie du Parc régional de l'Appia Antica. Il est relié par un court chemin d'accès au Parc des Aqueducs et est dominé par une tour médiévale de 30 mètres de haut, nommée « Tor Fiscale », qui donne son nom au parc. Plusieurs aqueducs traversent l'endroit et leurs restes sont encore visibles.

## Les aqueducs
Six aqueducs romains enjambent la zone du parc, y compris l'Aqua Claudia, l'Aqua Marcia et l'Aqua Anio Novus. Une bonne partie de l'« Aqua Marcia » a été démolie pour faire place à l'«Aqua Felice », qui a été construit au Moyen Âge. L'Aqua Claudia a été presque entièrement démantelé au cours des siècles pour fournir des matériaux de construction pour les maisons neuves.

## Histoire militaire
La zone du parc était régulièrement adaptée afin d'être transformée en une zone fortifiée, qui pouvait être utilisée pour contrôler à la fois la Via Latina et la Via Appia. Cela a d'abord été fait par les Ostrogoths pendant le Siège de Rome dans les premières années de la Guerre des Goths. Ils ont fermé les arches des aqueducs pour en faire un camp fortifié, leur permettant de bloquer le flux des approvisionnements de la ville par la Via Appia et la Via Latina. Ils ont également interrompu l'approvisionnement de l'eau à la ville par la coupure des aqueducs. Ensuite, le secteur a pris le nom de Campus Barbaricus. Son importance stratégique était telle qu'il continuait à être utilisé par les armées d'invasion. Par exemple, en 1084, les troupes de Robert Guiscard, venues à l'aide du pape Grégoire VII dans sa lutte contre Henri IV du Saint-Empire, dressèrent leur camp à cet endroit. 

## La tour
Le Tor Fiscale remonte au XIIIe siècle, elle est mentionnée la première fois sur un écrit datant de 1277. Elle est située sur l'un des deux points de passage des aqueducs Claudia et Marcia. La tour est carrée, et faite de tuf, avec quelques rangées de briques, et de petites fenêtres rectangulaires. Sur le côté ouest il y a un petit arc, construit probablement pour soulager le poids du mur au-dessus des fondations des aqueducs. La tour était à l'origine entourée d'un rempart, vestige pouvant être vus jusqu'au milieu du XXe siècle. La tour servait de tour de guet d'un petit château propriété de la famille Annibaldi. Le nom de « Fiscale » attribué à la tour ne vient pas d'une fonction de collecte de taxe, rôle qui revenait à l'époque au Tombeau de Caecilia Metella situé à proximité sur la Via Appia, mais du fait que, à un moment, la propriété appartenait au trésorier du Pape.